# Белмонте (Кунео)
Белмонте је насеље у Италији у округу Кунео, региону Пијемонт.
Према процени из 2011. у насељу је живело 312 становника. Насеље се налази на надморској висини од 348 м.